# The Masterpiece (Bobby Brown-album)
A The Masterpiece az amerikai R&B énekes, Bobby Brown 5. stúdióalbuma, mely 2012. június 5-én jelent meg a Bronx Bridge Entertainment kiadónál. Az új album 15 év után jelent meg, és ez az első album, melyen a Szülői engedéllyel hallgatható címke szerepel.

## Megjelenések
CD  Bronx Bridge Entertainment BBE0005
1. Don't Let Me Die - 3:47
2. Doesn't Anybody Know Featuring: Ralph Tresvant - 4:34
3. Get Out The Way - 3:31
4. Damaged - 3:35
5. Can't Give Up - 3:31
6. Set Me Free - 3:43
7. Starmaker Featuring: Bobby Brown Jr - 4:04
8. Exit Wounds - 4:32
9. All Is Fair Featuring: Johnny Gill - 3:42
10. The Man I Want To Be - 4:13

## Slágerlista
| Chart (2012)   | Legmagasabb helyezés |
| -------------- | -------------------- |
| Top R&B Albums | 41                   |

## Külső hivatkozások
- Az albumról a soultracks.com oldalon[3]
- A Don't Let Me Die videóklipje[4]
- Az albumról a Billboard.com oldalon[5]